# Asterostegus maini
Asterostegus maini är en ormstjärneart som beskrevs av McKnight 2003. Asterostegus maini ingår i släktet Asterostegus och familjen Euryalidae. Inga underarter finns listade i Catalogue of Life.